# ザ・ミレニウム (バンド)
ミレニウム（The Millennium）は、1967年にカリフォルニア州ロサンゼルスで結成されたアメリカのソフトロック・バンド。

## 歴史
カート・ベッチャーはもともと、ドラマーのロン・エドガーと一緒にフォーク・グループ「ゴールドブライアーズ (The Goldbriars)」で短期間活動していた。ゴールドブライアーズの解散後、エドガーはグループ「ミュージック・マシーン (The Music Machine)」に参加し、オルガンにダグ・ローズも参加した。ミュージック・マシーンは、解散する前に「Talk Talk」という曲でトップ20ヒットを記録した。ベッチャーはまた、サンディ・サリスベリーをボーカリストとしてフィーチャーした「ボールルーム (The ballroom)」と呼ばれるグループを結成していた。リー・マローリーはソングライターおよびソロ・パフォーマーとして活動しており、ベッチャーはフィル・オックスの「That's The Way It's Gonna Be」のカバーやアソシエイションのファースト・アルバムを含むいくつかの録音をプロデュースしていた。このグループは、ジェリー・シェフなどのセッション・ミュージシャンからのサポートも特徴としていた。
ミレニウムは、1968年にアルバム『ビギン』を録音した。このアルバムは当時としては最先端だった8トラック・レコーディングの機材を2台組み合わせ16トラックとして、巨額を注ぎ込んで制作され、そのレコーディングへのこだわりと費用は当時のロック史上最高と言われていた。アルバム・セールスのためのツアーをベッチャーが避けたことや、アルバムの前衛性、難解さに尻込みをしたコロムビア側がプロモーションを躊躇したことから商業的には失敗に終わり、多額を投資したコロムビアにとっても痛い結果となった。マーケットから除外されたミレニウムは活動を終え、ソロでそれぞれ活動をするようになっていった。解散する前に、グループは1つのフォローアップ・シングル「Just About The Same」b/w「Blight」と、後にコンピレーション・アルバムで公開されるいくつかの曲を録音した。ベッチャーは、サリスベリーやジョーイ・ステックと同様に、ソロ・アルバムのレコーディングを何度か試みた（彼の在命中にリリースされたのはアルバム『ゼアズ・アン・イノセント・フェイス』1枚のみ）。マイケル・フェネリーは、「クラビー・アップルトン (Crabby Appleton)」を結成し、エレクトラ・レコードと契約して2枚のアルバムをリリースし、シングル「ゴー・バック」でトップ40ヒットを記録した。サリスベリーはベッチャーのプロデュースで1枚アルバムをレコーディングしたが、発売は2001年までされなかった。後年、音楽活動から離れて児童文学作家、グレアム・ソールズベリーとして活躍した。
ステックは1990年代後半にレコード・レーベル「Sonic Past Music」を設立し、このレーベルはその後、ザ・ミレニウム、カート・ベッチャー、サンディ・サリスベリー、リー・マローリー、およびステックの未発表アルバムをリリースした。
アルバム『ビギン』の発売当初、日本国内盤は存在せず、1枚のみシングル「霧のファイブ・エイエム（5 A.M.） / 初恋のプレリュード（Prelude）」（当時は「ザ・ミレニューム」表記）が出たのみで非常にマイナーな存在であったが、1981年に音楽プロデューサーの長門芳郎の企画でCBSソニーから国内盤発売、1990年に初CD化されて評価を上げていった。1990年代の「ソフトロック・ブーム」で再評価され、今では「ソフトロック/サンシャイン・ポップ」の代表格とされている。

## メンバー
- カート・ベッチャー (Curt Boettcher) – ボーカル、ギター、プロダクション
- リー・マローリー (Lee Mallory) - ボーカル、ギター
- サンディ・サリスベリー (Sandy Sarisbury) - ボーカル、ギター
- ジョーイ・ステック (Joey Stec) – ボーカル、ギター
- マイケル・フェネリー (Michael Fennelly) - ボーカル、ギター
- ダグ・ローズ (Doug Rhodes) – ベース、ハープシコード、ピアノ
- ロン・エドガー (Ron Edgar) – ドラム、パーカッション

## ディスコグラフィ

### スタジオ・アルバム
- 『ビギン』 - Begin (1968年、Columbia) [6]

### コンピレーション・アルバム
- 『ザ・セカンド・ミレニウム』 - The Second Millennium (2000年、Dreamsville)
- 『ザ・ミレニウム・コンティニューズ』 - The Millennium Continues (2000年、Trattoria)
- 『マジック・タイム』 - Magic Time (2001年、Sundazed Music)
- 『ヴォイス・オブ・ザ・ミレニウム』 - Voices of the Millennium (2002年、Sonic Past Music)[7]
- 『ピーセス』 - Pieces (2003年、Sonic Past Music)

### ボックスセット
- 『The Millennium At Last～ミレニウム・コンプリート・ボックス』 - The Millennium at Last (2012年、Sony Music Japan)